# Volcán Antuco
Volcán Antuco är en kon i Chile.   Den ligger i regionen Región del Biobío, i den södra delen av landet, 400 km söder om huvudstaden Santiago de Chile. Toppen på Volcán Antuco är 2 963 meter över havet, eller 979 meter över den omgivande terrängen. Bredden vid basen är 5,8 km.
Terrängen runt Volcán Antuco är kuperad åt nordost, men åt sydväst är den bergig. Runt Volcán Antuco är det mycket glesbefolkat, med 2 invånare per kvadratkilometer.. Det finns inga samhällen i närheten.